# 德恆 (道光進士)
德恒（1806年—？），字永修，号一斋，满洲镶红旗人。道光癸卯举人，丁未进士。后任刑部陕西司主事、笔帖式。

## 家庭
- 曾祖應试；
- 祖邦彦，廪生；
- 父喜神保；
- 胞兄德碩，附生；
- 胞弟德元、德升、德同、德謙；
- 妻高氏。[2]